# Sint-Maartensfonds
Het Sint-Maartensfonds (SMF) was een vereniging van Vlaamse oud-oostfrontstrijders in België.

## Historiek
Voorloper van het fonds was het Vlaams Verbond van Oud-Oostfrontstrijders (VVOOS, 1951 - 1953). Het fonds werd gesticht in december 1953 als hulporganisatie voor de behoeftige oud-oostfrontstrijders. Het was een overblijfsel uit de collaboratie met nazi-Duitsland. Veel leden waren ex-Waffen-SS'ers, maar de vereniging stond ook open voor andere voormalige "uniformdragers" zoals leden van de FLAK-brigade, NSKK, Organisation Todt en Deutsches Rotes Kreuz (DRK). De organisatie had als ledenblad Berkenkruis, en onderhield sinds 1976 het "Erepark" te Stekene voor de gesneuvelde Vlaamse oostfrontstrijders. Het Sint-Maartensfonds hield zich ook bezig met het installeren en onderhouden van graven en gedenkstenen in Oost-Europa onder de naam "Graven in het Oosten" voor de daar gesneuvelde Vlaamse oostfrontstrijders. De organisatie schakelde zich in de Vlaamse Beweging en kon op de belangstelling rekenen van diverse nationalistische politici van de Volksunie en het Vlaams Blok. Oswald Van Ooteghem, voormalig vrijwilliger van het Vlaams Legioen en prominent SMF-lid, zetelde in de senaat voor de Volksunie.
In 1980 scheurden de radicalen zich af van de groepering en richtten een gelijkaardige organisatie op: Hertog Jan van Brabant onder leiding van André Van Hecke. Later was er weer een toenadering tussen de twee groepen.
Na zijn aanwezigheid op de jubileumbijeenkomst van het Sint-Maartensfonds in mei 2001, diende Johan Sauwens ontslag te nemen als Vlaams minister. Op 29 oktober 2006 hief men de vereniging op wegens de hoge leeftijd van de leden. Ook het ledenblad zal niet meer verschijnen. Op de afscheidsviering te Antwerpen waren circa 800 aanwezigen.
Het herdenkingspark in Stekene zal voortaan onderhouden worden door het  VNJ dat er jaarlijks een herdenking zal organiseren voor de overlevende oostfrontstrijders.

## Structuur
| Tijdspanne  | Voorzitter       |
| ----------- | ---------------- |
| 1953 - 1958 | Urbain Stappaert |
| 1958 - 1962 | Joris Lybaert    |
| 1962 - 1966 | Hilaire Gravez   |
| 1966 - 1970 | Bert De Ryck     |
| 1970 - 1994 | Rik De Meester   |
| 1994 - 2006 | Toon Pauli       |